# Università di scienze agricole e medicina veterinaria di Cluj-Napoca
L'Università di scienze agricole e medicina veterinaria è un'università pubblica con sede a Cluj Napoca.

## Storia
L'ateneo continuatore dell'istituto di istruzione agricola fondato nel 1869 e innalzato al grado di accademia nel 1906. Dal 2011, l'università rientra nella prima categoria del sistema universitario romeno, ossia quella di università di ricerca avanzata e istruzione.

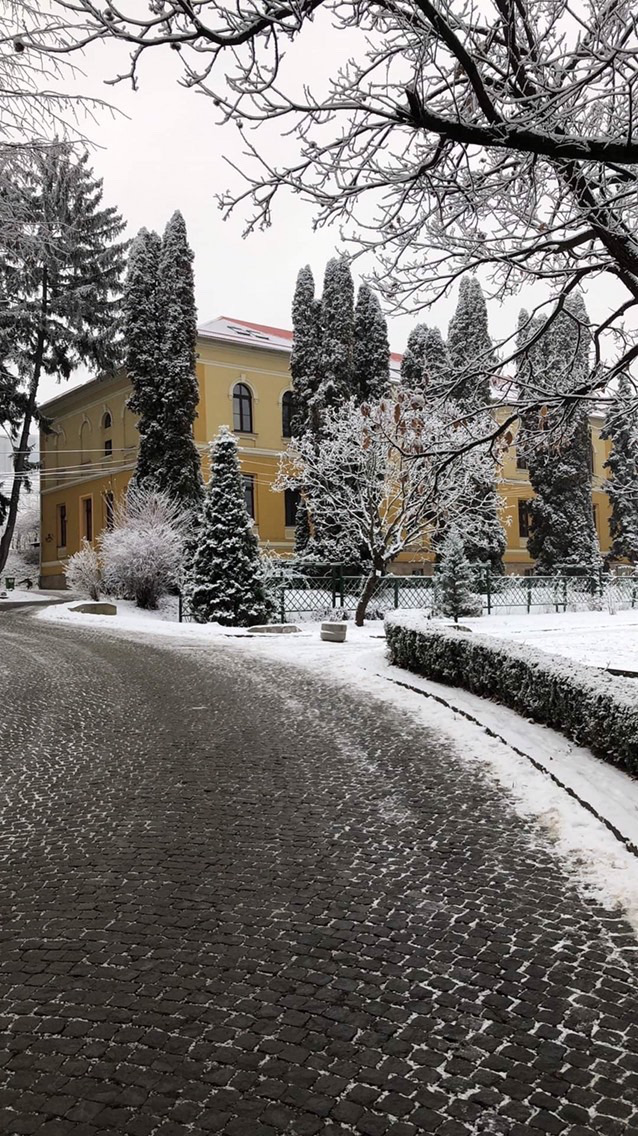
Facoltà di orticoltura